# Manuel I của Bồ Đào Nha
Manuel I (31 tháng 5, 1469–13 tháng 12, 1521), còn được biết đến với biệt danh "Người Phiêu lưu" hay "Người may mắn", là vua Bồ Đào Nha từ năm 1495 đến năm 1521. Manuel I đã thực hiện kế hoạch của những người đi trước Ấn Độ và mở rộng đế quốc Bồ Đào Nha với nhiều thuộc địa trên thế giới. Trong thời kỳ cai trị của ông xuất hiện nhiều nhà hàng hải lớn nổi tiếng của Bồ Đào Nha và thế giới như Vasco da Gama (người đã dong buồm đi liên tục từ Bồ Đào Nha đến Ấn Độ), Pedro Álvares Cabral (người đã khám phá ra Brasil ngày nay), Afonso de Albuquerque (Người thiết lập Thời kỳ bá chủ của Bồ Đào Nha tại Ấn Độ Dương) hay João Vaz Corte-Real (người đã phát hiện đảo Newfoundland ngày nay thuộc Canada) giũa một loạt những nhà hàng hải đương thời khác.
Như một phần chính sách bành trướng của mình, ông đã thiết lập nên Casa da Índia (Tiếng Anh: House of India hay India House tức là Ngôi nhà của Ấn Độ trong tiếng Việt), một tổ chức quản lý về sự độc quyền và vấn đề mở rộng lãnh thổ của Bồ Đào Nha. Lợi nhuận kiếm được từ quá trình thuộc địa hóa của Bồ Đào Nha ở Nam Mỹ và Ấn Độ cũng như sự giao thương hàng hải khiến Manuel trở thành một trong những vị quân chủ giàu có nhất châu Âu. Điều này đã giúp vị vua trở thành nhà bảo trợ vĩ đại nhất của phong trào Phục hưng Bồ Đào Nha, một trong những phong trào văn hóa và nghệ thuật quan trọng của vương quốc Bồ Đào Nha và cho cả nước cộng hòa cùng tên sau này. Điển hình trong số các nhà tri thức Bồ Đào Nha đương đại có đóng góp cho phong trào gồm có nhà viết kịch và cũng là nhà thơ người Bồ Đào Nha Gil Vicente (cha đẻ của nền kịch trường Bồ Đào Nha và Tây Ban Nha vàng son sau này), nhà y học Garcia de Orta (người đi tiên phong trong vấn đề Y học Nhiệt đới) hay nhà toán học và cũng là nhà vũ trụ học người Bồ Đào Nha Pedro Nunes (cha đẻ của nonius,một thiết bị dùng trong đo lường và thiên văn học, hay đường tà hành thường được sử dụng trong ngành hàng hải). Trường phái kiến trúc Manuelline (còn gọi là Trường phái kiến trúc Bồ Đào Nha hậu Gothic) được đặt theo tên ông.